# Lijst van voetbalinterlands Antigua en Barbuda - Cuba
Deze lijst van voetbalinterlands is een overzicht van alle officiële voetbalwedstrijden tussen de nationale teams van Antigua en Barbuda en Cuba. De landen speelden tot op heden acht keer tegen elkaar. De eerste ontmoeting was een kwalificatiewedstrijd voor de CONCACAF Gold Cup 2003 op 28 maart 2003 in Port of Spain (Trinidad en Tobago). Het laatste duel, een kwalificatiewedstrijd voor het Wereldkampioenschap voetbal 2026, vond plaats in Piggotts op 6 juni 2025.

## Wedstrijden
| № | Plaats           | Datum            | Competitie                          | Wedstrijd                 | Uitslag |
| - | ---------------- | ---------------- | ----------------------------------- | ------------------------- | ------- |
| 1 | Port of Spain    | 28 maart 2003    | CONCACAF Gold Cup 2003 kwalificatie | Cuba − Antigua en Barbuda | 2 − 0   |
| 2 | Saint John's     | 17 juni 2008     | WK 2010 kwalificatie                | Antigua en Barbuda − Cuba | 3 − 4   |
| 3 | Havana           | 22 juni 2008     | WK 2010 kwalificatie                | Cuba − Antigua en Barbuda | 4 − 0   |
| 4 | Falmouth         | 6 december 2008  | Caribbean Cup 2008                  | Cuba − Antigua en Barbuda | 3 − 0   |
| 5 | Saint John's     | 14 november 2010 | Caribbean Cup 2010 kwalificatie     | Antigua en Barbuda − Cuba | 0 − 0   |
| 6 | Basseterre       | 9 juni 2022      | CONCACAF Nations League 2022/23     | Antigua en Barbuda − Cuba | 0 − 2   |
| 7 | Santiago de Cuba | 12 juni 2022     | CONCACAF Nations League 2022/23     | Cuba − Antigua en Barbuda | 3 − 1   |
| 8 | Piggotts         | 6 juni 2025      | WK 2026 kwalificatie                | Antigua en Barbuda − Cuba | 0 − 1   |

## Samenvatting
| Competitie                     | Totaal gespeeld | Winst Antig. en Barb. | Gelijk | Winst Cuba | Doelsaldo Antig. en Barb. – Cuba |
| ------------------------------ | --------------- | --------------------- | ------ | ---------- | -------------------------------- |
| WK-kwalificatie                | 3               | 0                     | 0      | 3          | 3 − 9                            |
| CONCACAF Gold Cup-kwalificatie | 1               | 0                     | 0      | 1          | 0 − 2                            |
| CONCACAF Nations League        | 2               | 0                     | 0      | 2          | 1 − 5                            |
| Caribbean Cup                  | 1               | 0                     | 0      | 1          | 0 − 3                            |
| Caribbean Cup-kwalificatie     | 1               | 0                     | 1      | 0          | 0 − 0                            |
| Totaal                         | 8               | 0                     | 1      | 7          | 4 − 19                           |

Wedstrijden bepaald door strafschoppen worden, in lijn met de FIFA, als een gelijkspel gerekend.